# 김새해
김새해(1986년 12월 11일 ~ )는 대한민국의 성우로, 2009년 CJ ENM 성우극회 공채 7기로 입사했다.

## 출연 작품

### 애니메이션
굵은 글씨는 메인 캐릭터.
- 가정교사 히트맨 리본 - 아이리스
- 개구리 중사 케로로 - 즈라라, 마야
- 결계사 - 헤이스케 부하3
- 괴담 레스토랑 - 아빠친구부인, 오세라
- 꿈빛 파티시엘 - 캬라멜
- 꿈빛 파티시엘 프로페셔널 - 캬라멜
- 나루토 질풍전 - 후우카, 호타루
- 날아라 호빵맨 (투니버스) - 롤빵소녀
- 너에게 닿기를 - 다카하시, 치쿠사, 강드로, 하루카
- 누가 내 궁디 좀 말려줘! - 엘리너
- 닌자보이 란타로 - 자라
- 도깨비언덕에 왜 왔니? - 로라
- 도쿄 매그니튜드 8.0 - 이츠키
- 돌연변이 아일랜드
- 동쪽의 에덴 - 안내방송
- 또르르 방울이 친구들
- 드래곤볼GT - 기르
- 레터비 - 여자1
- 리틀펫샵 - 페니 링
- 마리와 강아지 이야기 - 나오
- 마법변신! 아이돌 프린세스 리틀프릿 - 루루, 유리 엄마
- 말하는 강아지 마사 - 여경찰
- 맹수대백과 60
- 명탐정 코난 - 모미지, 황유리, 마상미, 은채영
- 몬스터헌터 스토리즈 라이드온 - 시몬
- 미래전사 씨어 - 푸푸 / 치치
- 사랑은 콩다콩 - 진향기
- 스켓 댄스 - 나예슬, 한미설
- 포켓몬스터 XY (투니버스) - 밀피유
- 신비아파트: 고스트볼의 비밀 - 민정
- 신비아파트 고스트볼 더블X: 수상한 의뢰 - 정희
- 안녕! 보노보노 (투니버스) - 레리
- 심슨네 가족들 (투니버스) - 로드 플랜더즈
- 아따맘마
  - 새로운 아따맘마 - 만화가
- 아이 엠 스타! - 리라, 엠마
- 아이 엠 스타 4기 (투니버스) - 리사 엄마
- 안녕 자두야 - 이은희
  - 안녕 자두야 스페셜 - 은희공주
- 엠마 - 영국사랑이야기 - 아델
- 여기는 공원 앞 파출소 - 히로미
- 요괴인간 타요마 - 이구녀
- 와라! 편의점
- 울트라 B - 리코
- 원피스 7~9기 - 침니, 사비나
- 웨딩피치 ※2013년 웨딩피치 (투니버스) - 피치 - 다음이야기
- 지파이터스 - 에린
- 짱구는 못말려 - 봉미자, 공회전
- 최강! 탑플레이트 - 줄리
- 침략! 오징어 소녀 - 신디 캠벨, 강푸름
- 캐릭캐릭 체인지 두근두근 - 루루 드 모르셀, 어린 토마
- 테니스의 왕자 ※2011년 투니버스판 - 류자키 사쿠노
- 히어로스쿨Z - 비비

KBS
- 파파독 - 이시은
- 핑크퐁 원더스타 - 제니, 패트
- 명탐정 핑크퐁과 호기 - 제니, 패트
- 상상꾸러기 꾸다 - 꾸미
- 놓지마 정신줄 - 대박순
- 드래곤 에그 - 아이스
- 마기 - 토야
- 반짝반짝 해피★ 열려라! 코코밍 - 리린밍
- 심쿵! 프리큐어 - 앨리스/큐어 로제타
- 오소마츠 6쌍둥이 - 꽃의 정령
- 치링치링 시크릿 쥬쥬 - 샤샤
- 치즈 스위트 홈 - 펫숍 직원
- 치치랜드 - 키키
- 텔레몬스터 - 여시
- 퍼피 구조대 - 알렉스, 굿웨이, 케이티
- 펭귄의 문제 - 담임 선생님
- 디지몬 고스트 게임 (재능TV) - 디지타마몬
- 새콤달콤 캐치! 티니핑 (재능TV) - 마카핑

### 극장용 애니메이션
- 극장판 썬더일레븐 GO : 궁극의 우정 그리폰 - 카이
- 극장판 썬더일레븐 GO VS 골판지 전사 W - 프란
- 명탐정 코난: 은빛날개의 마술사 - 서우민
- 명탐정 코난: 진홍의 연가 - 오오카 모미지
- 명탐정 코난: 100만 달러의 오릉성 - 오오카 모미지
- 메이저 극장판 - 우정의 강속구 - 앨리스
- 스머프: 비밀의 숲
- 썸머 워즈 - 이케자와 키요미
- 원피스 극장판 스트롱월드 - 사비나
- 별의 정원 - 반디 / 수하 엄마 / 친구
- 극장판 샤이닝스타: 새로운 루나퀸의 탄생! - 카리스마 / 바닐라 / 큐리 / 다이애나 / 소리
- 안녕자두야 스페셜: 언더 더 씨 - 은희
- 퍼피 구조대 더 무비

### 외화
- 죽어도 예쁜 걸 - 소피 (파피 리 프라이어)
- 33분 탐정 - 아이 (노나미 마호)
- 시험의 신 - 사오리
- 다이노 댄 - 리카르도
- 세이디 - 디디 (프리얀카 파텔)
- 명탐정 코난 드라마 스페셜 - 괴조 전설의 수수께끼
- 로키 - 라보나 렌슬레이어(구구 음바타로)

### 특촬물
- 퓨어엔젤 미라클 매직 (투니버스) - 유리

### 게임
- 데드엔드 99% - 상아
- 데스티니 차일드 - 스쿨드
- 리그 오브 레전드 - 럭스
- 소울워커 - 클로이
- 오버워치 - 에피 올라델레
- 음양사 - 사쿠라, 흡혈귀, 외눈동자
- 크리티카 - 에클레어
- 오버히트 - 프레이

### 내레이션
- 코파반장의 동화수사대 (KBS)
- 내 품에 라바와 친구들 (MBC)
- 토닥토닥 마음아 (EBS1) - 꼭꼭이

### OST
- 카드캡터 체리 엔딩 2 Honey